# Иттер (приток Рейна)
Иттер (нем. Itter, Itterbach) — река в Северном Рейне — Вестфалии, правый приток Рейна у Дюссельдорфа. Предполагается, что название происходит от латинского слова «Itera» (Вода с высоты). Протяжённость от истока до устья 20 км. Длина реки — 20,1 км. Площадь водосборного бассейна — 36,245 км². Высота устья — 38 м над уровнем моря.